# 阿里色拉布寺
色拉布寺，又称色拉绒布寺，位于西藏阿里地区，海拔3890米，为藏傳佛教之格鲁派在後藏地区最大的寺院之一。在噶厦政府时期，色拉绒布寺曾为八大宗主之一。其历代寺主勄萨-呼毕勒汗仁波切亦为西藏格鲁派八大宗主之一。有「雪域狮子弘法圣王」美誉亦为白文殊法王子之化身。